# Tvärhandsbäcken
Tvärhandsbäcken är en bebyggelse längs med Länsväg 771 norr om tätorten Salbohed i Västerfärnebo distrikt (Västerfärnebo socken) i västra delen av Sala kommun, Västmanlands län. Sedan 2020 avgränsar SCB här en småort som utöver byn med samma namn även omfattar Lindsjö, Karlberg, Lisselgården, Hagaberg och Åsen.
Vid sidan av byn Lindsjö, i den norra delen av småorten, ligger sjön Lindsjön där det finns en badplats.